# Рыбный перец
Рыбный перец (англ. fish pepper) — сорт стручкового перца. Происходит с Карибских островов, был завезён в США в XIX веке, где он стал популярным в Средней Атлантике (особенно в Балтиморе и Филадельфии) среди чернокожего населения и широко использовался во многих заведениях, где подавали крабов и устриц (отсюда и название «рыбный перец»). Из-за урбанизации популярность рыбного перца снизилась в начале 20 века почти до нуля. В 1940-х годах Хорас Пиппин, чернокожий художник, живший в Пенсильвании, предоставил семена рыбного перца пчеловоду Х. Ральфу Уиверу в обмен на медоносных пчёл. Пчёл искали как народное средство для лечения артрита. Семена оставались в семье Уиверов до тех пор, пока внук Уивера, Уильям Войс Уивер, не представил семена широкой публике в Ежегоднике по обмену семенами в 1995 году. В результате рыбный перец частично вернул свою первоначальную популярность, и сегодня его используют в некоторых ресторанах Средней Атлантики.
Цвет плодов варьируется от зелёного, оранжевого, коричневого, белого и красного. Растение также используется как декоративное. По мере роста цвет листьев сильно меняется, переходя от первоначального белого цвета к красному по мере созревания. Рыбный перец — это, как правило, острый перец, и его острота может варьироваться от 5000 до 30 000 по шкале Сковилла. Перцы вырастают примерно от 3,8 до 5,1 см в длину, а само растение вырастает примерно до 61 см в высоту.